# Manoir de Santa Catarina
Pour les articles homonymes, voir Santa Catarina (homonymie).
Le manoir de Santa Catarina (en portugais : Solar de Santa Catarina/Paço Episcopal de Angra do Heroísmo) est un ancien manoir dans la paroisse civile de São Pedro, dans la ville de Angra do Heroísmo, sur l'île portugaise de Terceira, aux Açores. Pendant de nombreuses années, il a servi comme siège de la famille des descendants des Corte-Real, avant de devenir la résidence officielle de l'Évêque de Angra do Heroísmo.

## Histoire
Le manoir a servi comme résidence principale à la famille Corte-Real pendant des siècles.
Ce palais a fait l'objet de restaurations et de travaux d'entretien après le tremblement de terre survenu le 1er janvier 1980, qui l'avait assez endommagé.
Actuellement, le palais est l'une des résidences officielles de l'Évêque de Angra do Heroísmo et est la propriété du diocèse, ayant hébergé le Pape Jean-Paul II lors de sa visite aux Açores.
Le 9 septembre 2004, les espaces ont été classés en vertu d'une résolution en conseil au gouvernement des Açores, englobant l'ancienne classification de la propriété au sein de la ville d'Angra do Heroismo.

## Architecture
Le manoir, d'appréciables dimensions, est situé dans la localité de Pico da Urze, près de Portões de São Pedro, juste au nord du campus d'Angra de l'Université des Açores.
Il est reconnaissable par sa grande porte d'entrée et une enceinte, qui comprend des arcades construites en pierres régionales.

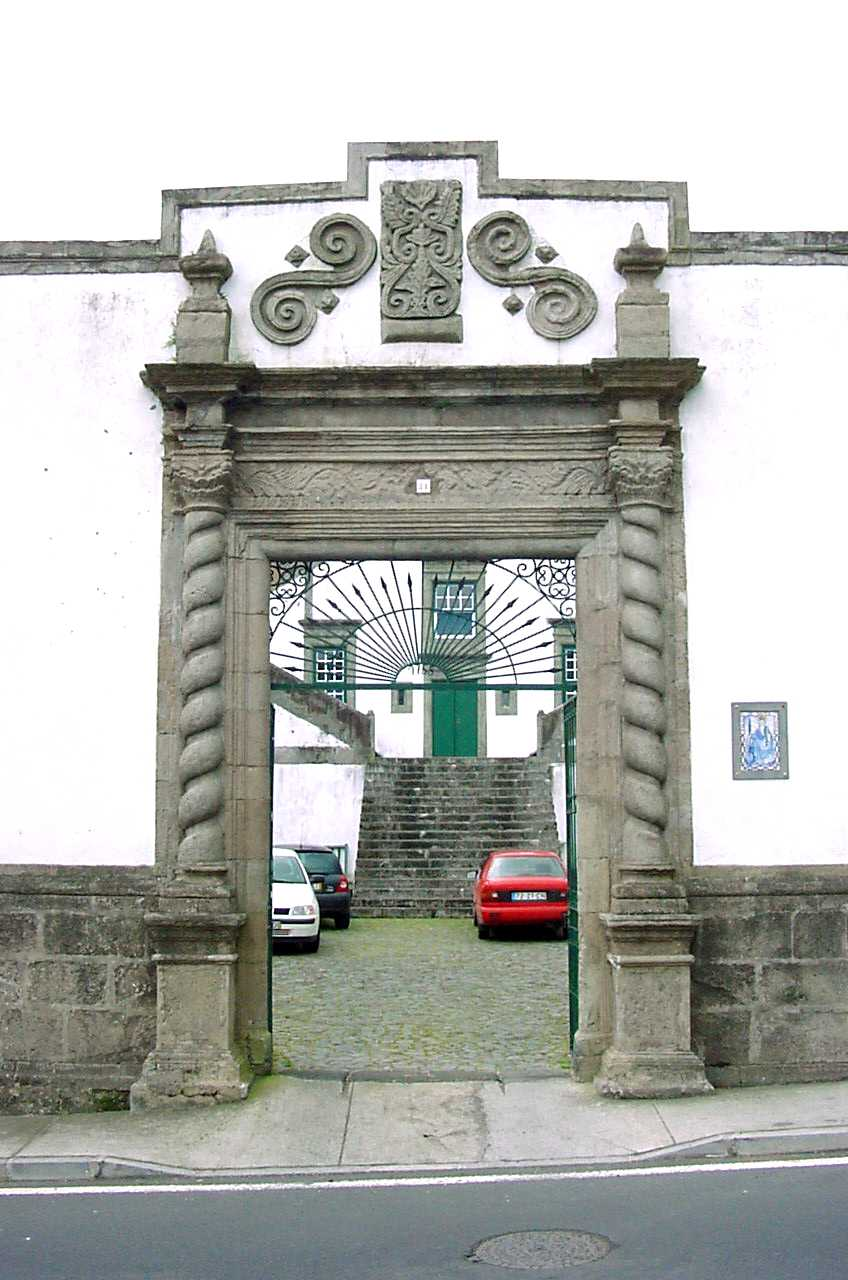
Porte d'entrée
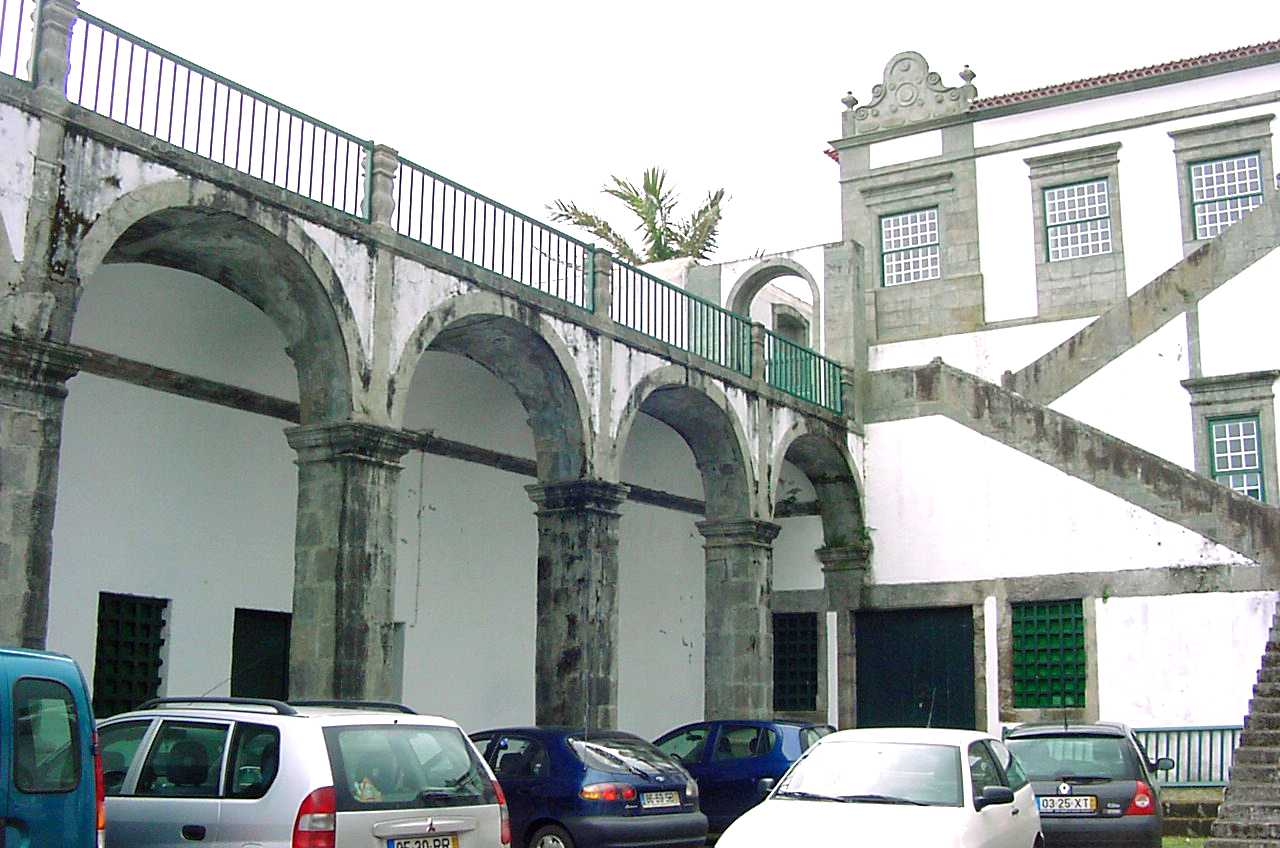
Arcades en pierres des Açores
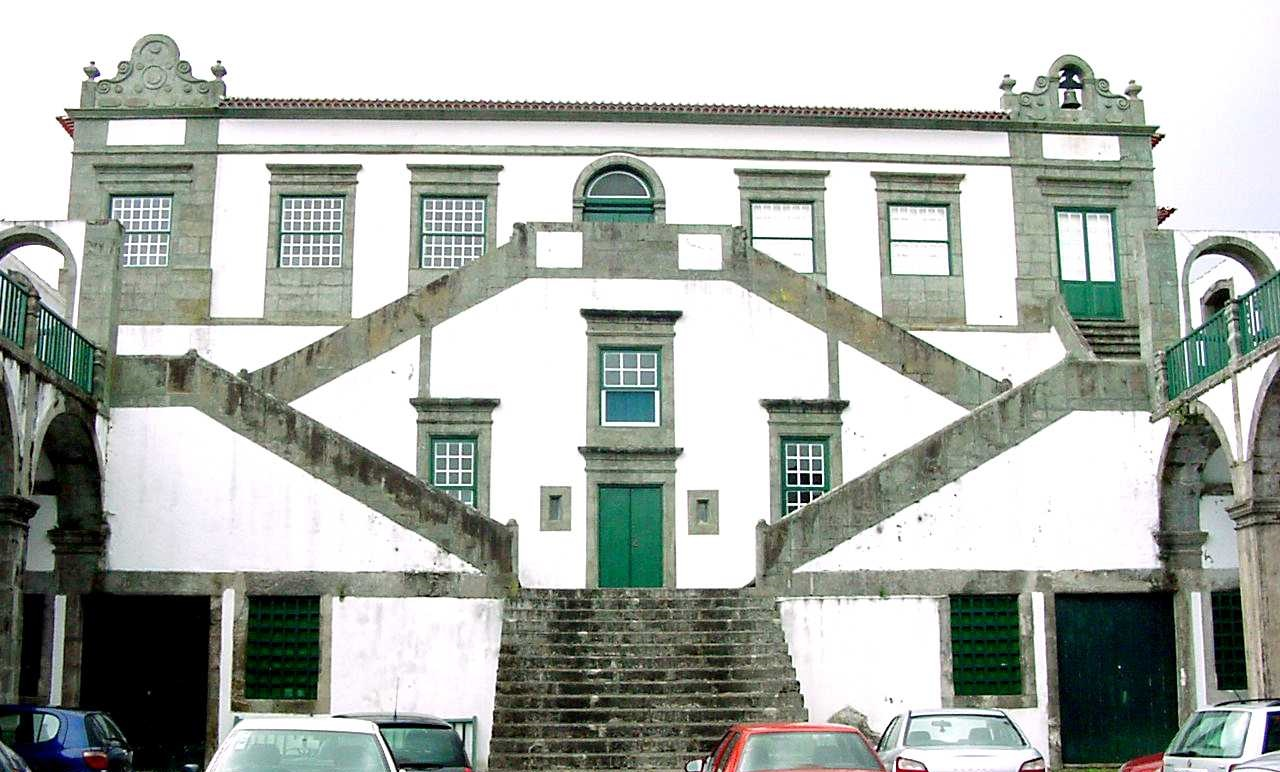
Le palais épiscopal